# Lopezia oppositifolia
Lopezia oppositifolia är en dunörtsväxtart som beskrevs av Mariano Lagasca y Segura. Lopezia oppositifolia ingår i släktet enmansblommor, och familjen dunörtsväxter. Inga underarter finns listade i Catalogue of Life.